# Shivers
Shivers este o serie de romane pentru copii scrisă de M.D. Spenser, asemănătoare cu Goosebumps.
THE ENCHANTED ATTIC
A GHASTLY SHADE OF GREEN
GHOST WRITER
THE ANIMAL REBELLION
THE LOCKED ROOM
THE HAUNTING HOUSE
THE AWFUL APPLE ORCHARD
TERROR ON TROLL MOUNTAIN
THE MYSTIC'S SPELL
THE CURSE OF THE NEW KID
GUESS WHO'S COMING TO DINNER
THE SECRET OF FERN ISLAND
THE SPIDER KINGDOM
THE CURSE IN THE JUNGLE
POOL GHOUL
THE BEAST BENEATH THE BOARDWALK
THE GHOSTS OF CAMP MASSACRE
YOUR MOMMA'S A WEREWOLF
THE THING IN ROOM 601
BABYFACE & THE KILLER MOB
A WAKING NIGHTMARE
LOST IN DREAMLAND
NIGHT OF THE GOAT BOY
THE GHOSTS OF DEVIL'S MARSH
A GHOSTLY PLAYMATE
ONE FOOT IN THE GRAVE
CAMP FEAR
WATCH 'EM KILL
THE TERRIBLE TERROR BOOK
CREEPY CLOTHES
SHRIEK HOME CHICAGO
BEWARE THE BOG GIRL
THE FORGOTTEN FARMHOUSE
WEIRDO WALDO'S WAX MUSEUM
TERROR ON TOMAHAWK ISLAND
MADNESS AT THE MALL